# ルイ・マルケス
ルイ・マルケス（Rui Manuel Marques、1977年9月3日 - ）は、アンゴラの元サッカー選手。元アンゴラ代表。ポジションはディフェンダー。

## 来歴
2006年3月にアンゴラ代表デビュー。6月の2006 FIFAワールドカップでもグループステージで2試合に出場した。ワールドカップ後、代表から外れたが、2008年に代表復帰、アフリカネイションズカップ2008、アフリカネイションズカップ2010にも出場した。アンゴラ代表として通算20試合に出場した。

## 代表歴

### 出場大会
- アンゴラ代表
  - 2006 FIFAワールドカップ

### 試合数
- 国際Aマッチ 20試合 0得点（2006年-2010年）[1]

| アンゴラ代表 | 国際Aマッチ | 国際Aマッチ |
| 年           | 出場        | 得点        |
| ------------ | ----------- | ----------- |
| 2006         | 3           | 0           |
| 2007         | 0           | 0           |
| 2008         | 9           | 0           |
| 2009         | 3           | 0           |
| 2010         | 5           | 0           |
| 通算         | 20          | 0           |